# Vincent Schott von Isselstein

Wappen derer von Isselstein

Vincent Schott von Isselstein van Egmond (* um 1634; † 30. Mai 1705) war ein kurbrandenburgischer Obrist und Regimentsinhaber der Kavallerie, später preußischer Brigadier. Er diente um 1688 zeitweise auch in der niederländischen Armee.

## Leben

### Herkunft und Güter
Vincent Schott von Isselstein, eigentlich Vincentius Scotus Baron von Isselstein zu Linnep und Wülfrath (oft auch fälschlich: August Friedrich von Isselstein), entstammte dem niederländischen Adelsgeschlecht der Egmond van IJsselstein, einer außerehelichen Linie des Hauses Egmond, das der reformierten Konfession angehörte. Er war der Sohn von Maurits van IJsselstein (1585–1652) und Caspara von Düngen, sowie Enkelsohn von Christoffel I. von Isselstein. 1643 wird er als Pate in Niederdörpe erwähnt. Er wurde um 1653 mit dem Gut zur Mühlen, dem Gut zu Over, dem Gut zum Busche, alles im Kirchspiel Wülfrath, sowie mit dem Gut auf dem Limberg in der Herrschaft Hardenberg, ferner mit dem Patronatsrecht über die Kirche und die Küsterei zu Wülfrath belehnt. Um 1652 und erneut 1671 bis 1694 wurde er mit dem Mittelward zu Merkenich belehnt. 1696 war er Appellant in einem Prozess vor dem Reichskammergericht, vertreten durch Johann Henrich Hofmann aus der Prokuratorenfamilie Hofmann, und wehrte sich gegen die Aufbürdung alter Schulden für den Festungsbau in Orsoy, für die sein Onkel Vincenz 1633 gebürgt hatte. Um 1680 bis zu seinem Tod war Isselstein Herr auf Schloss Linnep. Dort schenkte er der reformierten Gemeinde 1683 ein Grundstück für den Bau der Waldkirche Linnep. 1684 förderte er die Errichtung der ersten evangelischen Kirche Düsseldorfs auf gespendetem Privatgrund im Bereich der heutigen Mittelstraße und Wallstraße, wozu auch das benachbarte Adelsgut von Düsselstein eine Fläche beisteuerte.

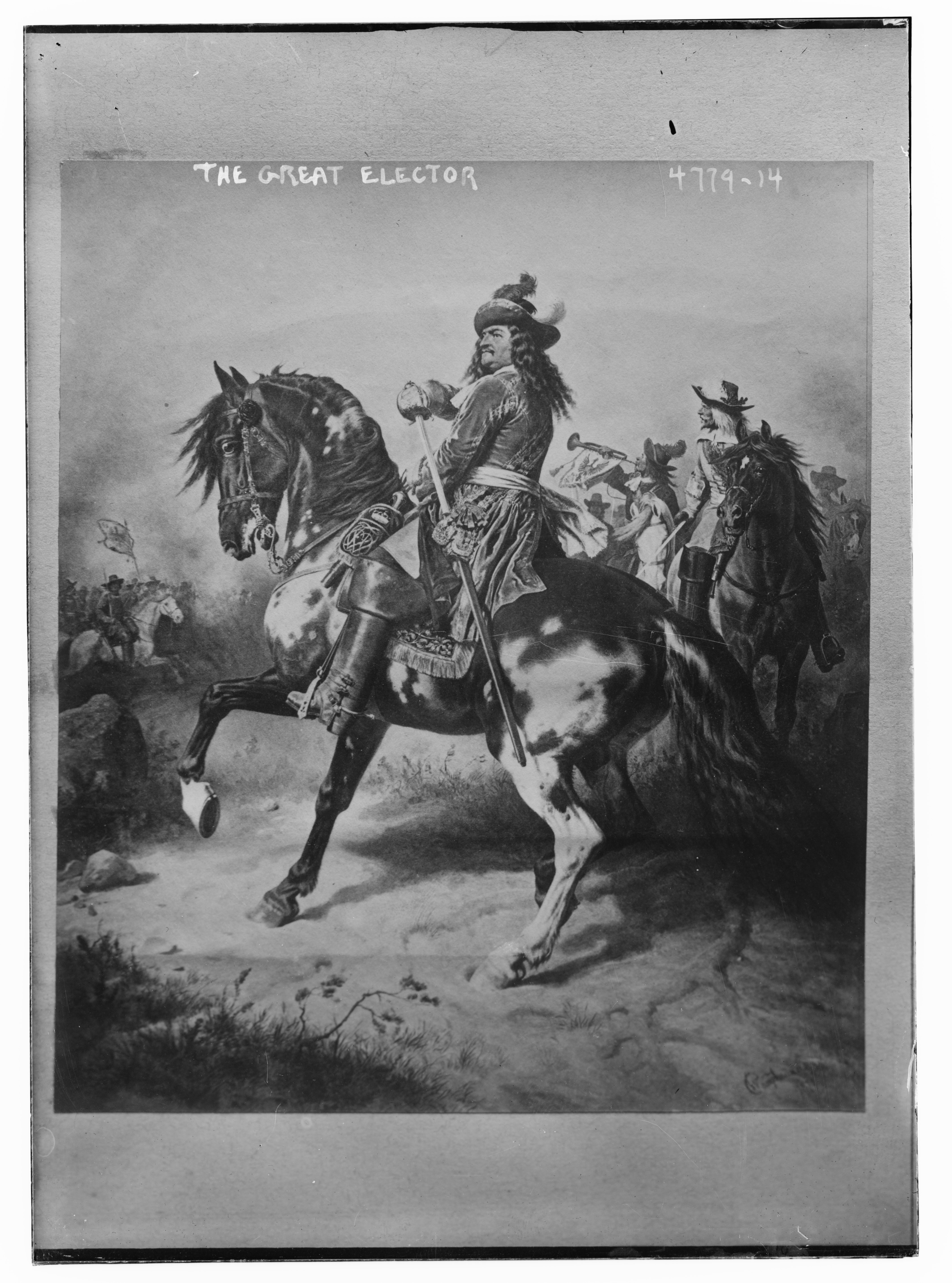
Der Große Kurfürst vor brandenburgischer Reiterei

### Militärische Karriere

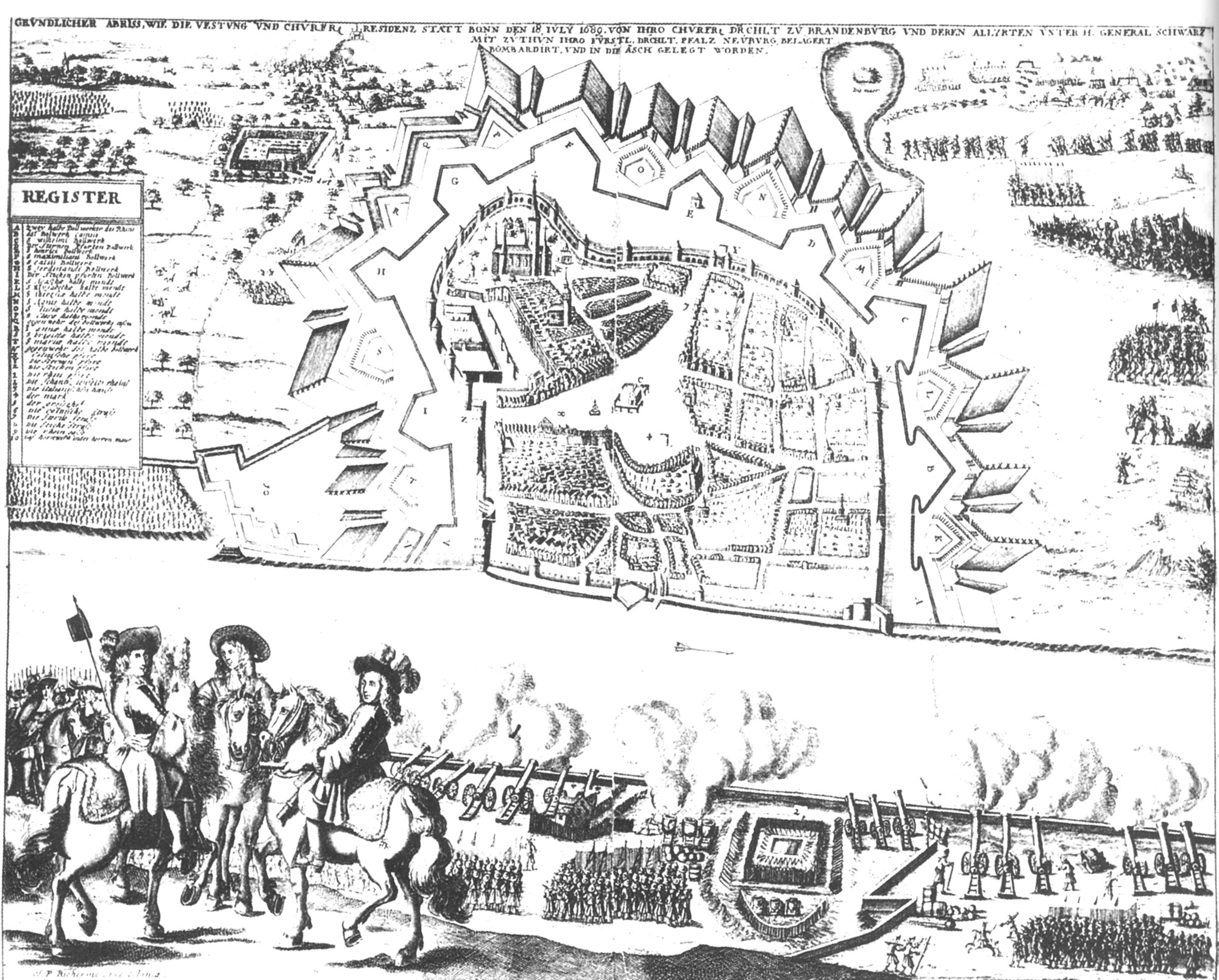
Reiterei vor Bonn 1689

Im Niederländisch-Französischen Krieg war er Anfang 1679 Oberstleutnant im Dienst der Armee des Großen Kurfürsten und als Regimentskommandeur mit der Führung von Resten des aufgelösten Reiterregiments des Generalmajors Lütke (des ehemals 1666 geworbenen Regiments „von Eller“, welches seit 1672 als Regiment „Lütke“ bezeichnet wurde) betraut. Isselstein vermehrte seine Freikompanie wohl auch mit Reitern des vormaligen (1675 neu geworbenen und 1679 aufgelösten) zweiten Regiments des Generalmajors von Eller. Er nahm am 11. Juni 1679 an einem Kriegsrat in Bielefeld und zehn Tage später am geordneten Rückzug der Kavallerie vor dem übermächtigen Feinde im Bergland bei Minden teil. Nach Kriegsende war er mit seinen 64 Reitern im März 1682 in Kleve stationiert. Zusammen mit um 1683 neugeworbenen Mannschaften ging Isselsteins Freikompanie im Zuge diverser Neugliederungen im neu errichteten, 10 Kompanien starken Kürassierregiment Nr. 5 unter Generalmajor Baron de Briquemault auf. Isselstein wurde jedoch am 8. Januar 1686 zum Oberst befördert, und die brandenburgische Armee wurde mit übergetretenen hugenottischen Offizieren erheblich verstärkt. Er wurde als Kommandeur mit sechs Kompanien des Regiments von 1688 bis 1697 in niederländischen Sold überstellt, während Briquemault 1689 die restlichen vier Kompanien als Stamm für das in der brandenburgischen Armee verbleibende Kürassierregiment Nr. 6 unter Generalmajor du Hamel abtrat, dessen früheres Regiment (1676 errichtet) nach dem Friedensschluss von Nimwegen 1679 eingegangen war. Auf Einquartierungslisten in Hertogenbosch wurde noch im Oktober 1688 namentlich ein Regiment Isselstein mit einigen künftigen hohen Offizieren (Charles de Lostanges, Louis de Feyrac) des Kürassierregiments Nr. 6 aufgeführt. 1696 war Isselstein als Brigadier des Kürassierregiments Nr. 5, nun unter dem Namen „Prinz Philipp von Brandenburg“, wieder in Hertogenbosch einquartiert. Er starb am 30. Mai 1705 und wurde bei Erbstreitigkeiten 1713 sowie 1721 als Vincent Schott von Isselstein zu Linnep und Wülfrath, kurbrandenburgischer Obrist zu Pferd und königlich-preußischer Brigadier, tituliert.

## Familie und Identität
Vincent Schott von Isselstein war ein Enkel des Christoffel I. von Isselstein. In heutigen Sekundärquellen und Archiven finden sich zahlreiche Verweise auf den Obristen zu Pferd Vincent Schott Freiherr von Isselstein zu Linnep und Wülfrath (Reiterregiment Lütcke) mit passenden Daten zu Leben und Laufbahn sowie auf dessen Bruder Mauritz Ludwig als kurbrandenburgische Offiziere. Die Erwähnung des Namens August Friedrich findet sich lediglich in manchen späteren preußischen Lexika. In anderen preußischen Quellen wird er hingegen nicht als August Friedr. von Isselstein, sondern korrekt als Vincent Frhrn. von Isselstein aufgeführt, was auf einen Kopierfehler als sehr wahrscheinliche Ursache für die Fehlbenennung hindeutet.

## Filiation (Auszug)

Wappen des Floris van Egmond

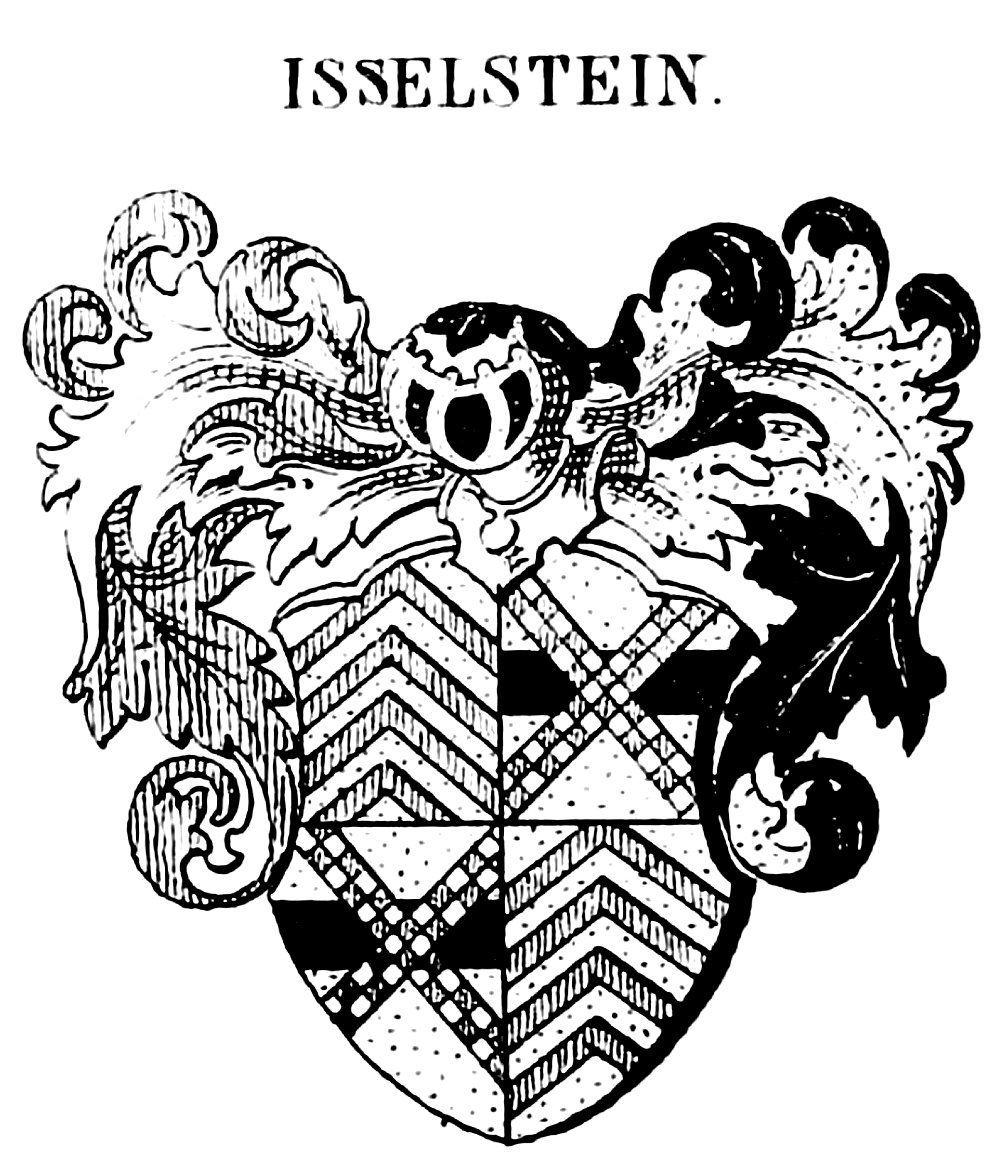
Wappen derer von Isselstein, Preußen

Frederik van Egmond und Ijsselstein, Graf von Bueren und Leerdam (* um 1440; † 1521); ⚭ I (1464) Aleida van Culemborg; ⚭ II (Dezember 1505) Walburga von Manderscheid († 1527)
- Floris van Egmond (* 1469; † 14. Oktober 1539)
  - Maximilian von Egmond
- Willem Bastaard van Egmond († um 1532), natürlicher Sohn des Frederik van Egmond
- Christoffel van Ijsselstein († um 1512), natürlicher Sohn des Frederik van Egmond[22]; ⚭ Elisabeth van Renesse
  - Willem van IJsselstein (* 1498; † um 1587), dessen Sohn; ⚭ I 1535 Margaretha van Wijngaarden, ⚭ II um 1555 Elisabeth Becker († 1569)

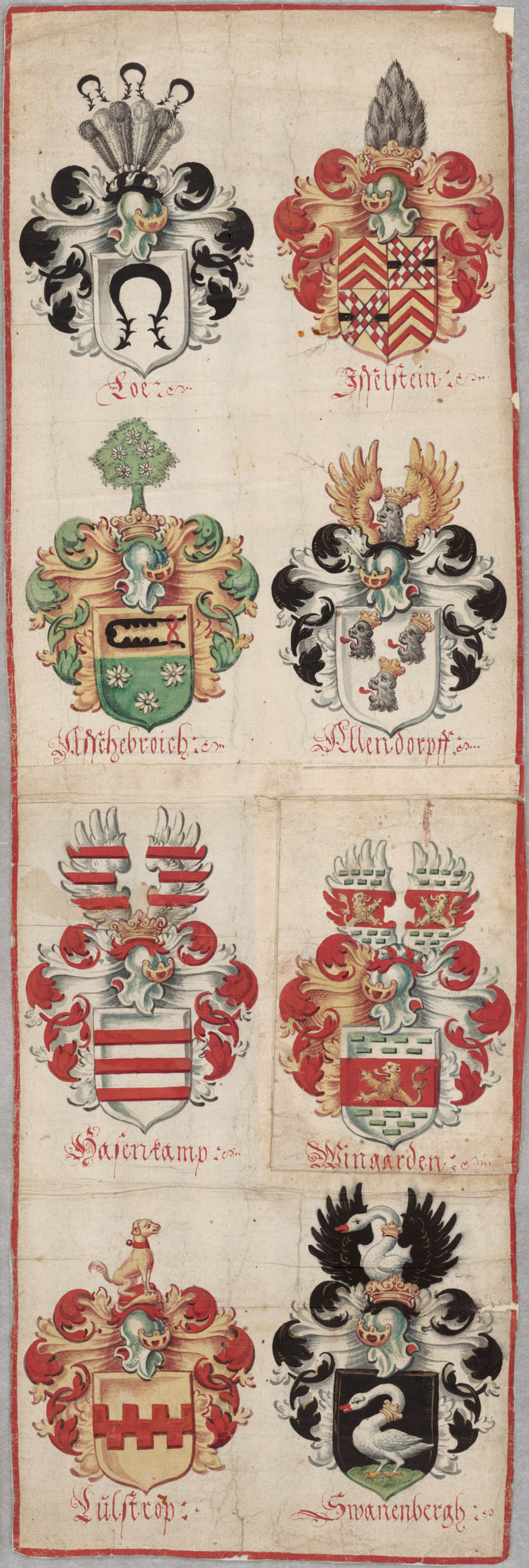
Aufschwörung des Christoph Philipp von Loë um 1650

    - Wappen derer von Isselstein, Preußen[23] Aufschwörung des Christoph Philipp von Loë um 1650 Christoffel I. von Isselstein (* um 1546; † Juli 1593 Frankreich im Dienst von Henri IV); Oberst bei Jan van Nassau und den Watergeuzen, 1578 Militärgouverneur von Geertruidenberg. Wohnte in Kranenburg, dann ab 1582 im Schloss Linnep, das er 1584 von Graf Adolf und Gräfin Walburga zu Neuenahr als Pfand[24] bekam; ⚭ Magdalena von Allendorf (wohl verwandt mit Anna Walburga von Neuenahr, ihr Vater war Vincent van Alendorp)
      - Vincenz Freiherr von Isselstein zu Linnep († 1656 als Garnisonskommandant von Orsoy), Oberst der niederländischen Reiterei[25] im 30-jährigen Krieg. März 1645 mit der Jurisdiktion in den Honnschaften Püttbach und Erbeck (Erbach), Amt Mettmann, Kirchspiel Wülfrath, belehnt.[26]
      - Walpurga Freiin von Isselstein (* 1588; † vor 1660); ⚭ Johann Friedrich von Loë, Herr von Overdyck († 12. April 1656 in Bochum)
        - Christoph Philipp von Loë, Aufschwörung um 1650[27]
        - Odilia von Loë ⚭ 1656 Joachim Heidenreich Adolf Freiherr von Ripperda, Herr von Venhaus und Wickriede
        - Ida Catherina von Loë (1630–1664); ⚭ Carl Wilhelm Freiherr von Ripperda, Herr von Venhaus und De Leemcule

      - Philipp Ernst Freiherr von Isselstein, 1620 kurfürstlich-brandenburgischer Falkenmeister
      - Reinier Freiherr von IJsselstein
      - Maurits Freiherr von Isselstein (1585–1652), 1618 Rittmeister und Pfandherr zu Linnep, kauft 1643 Schloss Linnep; ⚭ Caspara von Düngeln (Als Frau zu Linnep am 10. Mai 1643 als Patin der Caspara zum Eicken genannt)
        - Vincentius Scotus (August Friedrich) Freiherr von Isselstein; † 1705 kinderlos[28]
        - Wilhelm Christoff Freiherr von Isselstein († vor 1665)
        - Mauritz Ludwig Freiherr von Isselstein (Baron Maurits Lodewijk van Ijsselstein) 1669 Rittmeister, Juni 1679 Major im Regiment Albert Ferdinant Graaf van Berlo, 1691 Kompaniechef im Regiment Prins van Friesland, 1698 Brigadier im Kavallerieregiment Prinz Philipp,[29] ⚭ Januar 1669 Hester Lucia van Aylva
          - (?) Johann Moritz Freiherr von Isselstein, nach einer Versteigerung 1753 Eigentümer von Haus Leithe (Gelsenkirchen); von Jugend an Soldat, 1730 Fähnrich.[30] 1741 Premierleutnant, 28. Juli 1749 Stabskapitän, 1751 Hauptmann einer Kompanie unter Generalmajor Quadt in Hamm, 1758 königlich-preußischer Major, verwundet bei Prag, 1761 im Regiment Schenckendorf[31]
            - Franz Friedrich Freiherr von Isselstein; ⚭ 1793 (Hamm) Anna Louisa Jacobi
              - Louise Julie Friedericke Freiin von Isselstein (* 1795); ⚭ 1820 Friedrich Ludewig von Wüstenhoff (* 1794)
              - Karl Freiherr von Isselstein, Oberlandesgerichtsrat in Breslau; Nachkommen von Ysselstein

            - (?) Franz Wilhelm von Iselstein († 1777), preußischer Oberstleutnant und Chef des Königsberger Landregiments

        - Ida Elisabeth Freiin von Isselstein zu Linnep († 1702)[32]; ⚭ Johan Henrich von Gürtzgen zu Luchtmar († vor 1712)
        - Magdalena Walburga Freiin von Isselstein zu Linnep; ⚭ 18. Januar 1690 Theodorus Christianus Schaef
        - Justina (Josina) Maria Freiin von Isselstein zu Etgendorf (lebt 1705)[33]
        - Ida Catherina Freiin von Isselstein

    - Jan (Hans) van IJsselstein († 1579); ⚭ Agnes van Galen
      - Christoffel II. van Ysselsteyn
      - Hendrick van Ysselsteyn

    - Elisabeth van IJsselstein; ⚭ Wilhelm von Brempt zu Blasbach
    - Maarten van IJsselstein (* um 1548; † 1572 in Frankreich)
    - Frederik van IJsselstein (* um 1550); ⚭ 1585 Johanna van Bemmel
    - aus II (Sohn der Elisabeth Becker): Floris († um 1602); ⚭ Angela Dachverlies, Tochter des Joris Dachverlies und der Ida van Berckel
      - Willem V. van IJsselstein, am 10. Januar 1603 belehnt mit Gütern zu Lienden
      - Christoffel II. Floris van IJsselstein, 1617 minderjährig nach Preußen, 1635 Obristwachtmeister in Solingen; ⚭ Cunigunde von Holtzem zu Vochem. Nachkommen in Deutschland
        - Johanna Elisabeth von Isselstein[34]; ⚭ 1654 Johann Bernhard Freiherr von dem Bongart zu Paffendorf
          - Catharina Elisabeth von Bongart, Dezember 1675 Eintritt in das adlige Kloster zu den Weißen Frauen in Aachen
          - Anna Clara von Bongardt; ⚭ 1686 Constantin von Ritz zu Etgendorf
          - um 1678: Erich Adolf Vinzenz, Johann Konrad und Maria Ida von dem Bongart

    - Willem van IJsselstein
    - Gerhard van IJsselstein
    - Maximiliaan van IJsselstein; ⚭ 1603 Jaqueline van Hertevelt